# I. Berengár itáliai király
Friuli Berengár (Cividale del Friuli, 840-es évek – Verona, 924. április 7.) Friuli őrgrófja 874-től legalább 890-ig, de nem tovább 896-nál, itáliai király (mint I. Berengár) 887-től haláláig, 915-től haláláig római császár.
A friuliai őrgróf Berengár az egyik legbefolyásosabb nemes volt III. Kövér Károly frank birodalmában és Károly lemondatása után elfoglalta az Itáliai Királyság trónját. 36 éves uralkodása alatt nem kevesebb mint 7 trónkövetelővel kellett szembenézni. Az olasz történetírás időnként nemzeti királyként tartja számon, de valójában frank nemesi családból származott. Uralkodását a trónkövetelők mellett a kalandozó magyarok betörései is megzavarták. Berengárt 915-ben szent római császárrá koronázták Rómában, ő volt az utolsó császár, aki ezt a címet viselte. Halála után 38 éves interregnum következett, mielőtt I. Nagy Ottót német-római császárrá koronázták 962-ben.

## Friuli őrgróf, 874–887
Berengár az Unruoching frank nemesi családból származott, amelyet nagyapja, II. Unruoch friuli őrgróf után neveztek el. Apja Eberhard friuli őrgróf, anyja Gizella hercegnő, Jámbor Lajos frank uralkodó lánya, vagyis származását tekintve rokonságban állt a frank Karolingokkal. Feltehetően Cividaléban született.
Amikor bátyja, III. Unruoch 874-ben meghalt, Berengár örökölte a Friuli őrgrófi címet. Ez a pozíció igen jelentős volt a Karolingok birodalmában, mivel az őrgrófság közvetlenül határos volt a horvátok és más szláv népek országával, akik állandó fenyegetést jelentettek Itália békéjére nézve. Hatalma Észak-Itália jelentős részére kiterjed és a frank királyok, illetve a római császár legfőbb helytartójának számított. Jelentős befolyása volt a friuli keresztény egyház ügyeibe is, 884/885-ben például a császár nevében közbenjárt Haimo bellunoi püspök érdekében.
Valamikor őrgrófsága során feleségül vette Spoletói Bertillát, II. Suppo lányát, és így szövetségre lépett az itáliai Supponida családdal. Bertila meglehetősen nagy tekintélyt és hatalmat élvezett férje oldalán, mivel a források mint consors (társuralkodó) említik, a szokásos coniunx (feleség) helyett.
Amikor 875-ben II. Lajos római császár és itáliai király meghalt, II. Lajos német király legidősebb fia, Karlmann örökölte az Itáliai Királyságot. II. Kopasz Károly frank király azonban betört Itáliába, elfoglalta Rómát és saját magát koronáztatta meg római császárnak. Német Lajos ekkor legkisebb fiát, Kövér Károlyt, majd később Karlomannt küldte Itáliába seregeik élén, hogy visszafoglalják a királyságot. A seregben Berengár vezette az itáliai frank nemesek csapatait. A királyság visszafoglalására tett kísérletek azonban sikertelenek voltak egészen 877-ig, amikor Kopasz Károly meghalt. Berengár feltehetően azért is támogatta Karlomannt, mivel az általa uralt terület közel esett Bajorországhoz, ahol Karlomann volt az uralkodó, még apja életében.
883-ban Spoletói Guido herceget a Nonantola városába összehívott birodalmi zsinatot felségárulással vádolták meg. Guido nem várta meg a tárgyalást és a spoletoi hercegségbe húzódott vissza, ahol szövetségre lépett a szaracénokkal. A császár, akkor Kövér Károly, Berengárt küldte, hogy Guidót elfogja és megfossza címétől. Berengár sikeres hadjáratot vezetett Guido és szövetségesei ellen, mígnem egy egész Itália területén kitörő járvány miatt, megfogyatkozott hadseregével, vissza kellett vonulnia.
886-ban Liutward Vercelli püspöke, elhozta Berengár nővérét a bresciai San Salvatore apácazárdából, azzal a céllal, hogy egyik rokonához feleségül adja. Az nem ismert, hogy Liutward erőszakkal, vagy a zárda, esetleg Kövér Károly (a hölgy rokona) beleegyezésével tette ezt, de abban az évben Berengár és Liutward egymás ellen hadakoztak, amely során Berengár megtámadta Vercellit és elrabolta a püspök javait. Amennyiben Liutward valóban erőszakot alkalmazott, akkor Berengár tettei jogosak voltak, mindenesetre hamarosan kibékültek, mielőtt Liutward-ot 887-ben elbocsátották tisztségéből.
Mindenesetre a csatározások miatt Berengár elvesztette unokatestvére, a császár kegyeit, ezért 887 májusában a császár udvarába utazott Waiblingenbe és formálisan kibékült. Engesztelésül az előző évi tetteiért nagy értékű ajándékokat vitt a császárnak. Júniusban vagy júliusban Berengár is a császár oldalán volt, amikor III. Vak Lajos provence-i királyt a császár fiává fogadta. Feltételezések szerint Berengár saját magát szerette volna a császár örökösévé kineveztetni, illetve feltehetőleg ezt Itáliában el is érte, mivel még ebben az évben, 887 novemberében a kelet-frank birodalom nemesei lemondatták Kövér Károly és Berengár vette fel az itáliai királyi címet, de az is elképzelhető, hogy csak Károly törvénytelen fiát, Bernárd szerették volna elismertetni vele, mint a császár törvényes örökösét. Ezt a tervet azonban keresztülhúzta, hogy a pápa megtagadta Bernárd elismerését.

## Itália királya, 887–915
Berengár tulajdonképpen csak az egyik volt a reguli (királyocskák) között, akik az Itália királya címre pályáztak. A másik esélyes Karintiai Arnulf volt, Károly lemondatója és utódja. A korabeli oklevelek tanúsága szerint Berengár uralkodása Paviában kezdődött valamikor 887. december 26. és 888. január 2. Között. Mindenesetre egyezséget kötött korábbi riválisával, Spoletoi Guidoval, miszerint Berengár uralkodik Itáliában, Guido pedig a nyugati frank királyságban a császár halála után. Berengár és Guido is anyai ágon a frank királyok rokona volt, de az itáliai politikai életben ellenfelek voltak: Berengár a németpárti, Guido a franciapárti erőket képviselte.
888. nyarán, miután Guido sikertelenül próbálta megszerezni magának a nyugati frank királyságot, visszatért Itáliába, hogy Spoleto és Lombardia területén sereget gyűjtsön Berengár ellen. Ősszel Brescia közelében vívtak egy csatát, amely Berengár győzelmével végződött, de mindkét oldalon olyan veszteségeket szenvedtek, hogy Berengár azonnal békét ajánlott Guidónak. A fegyverszünet egészen 889. január 6-áig tartott.
A Guidoval aláírt fegyverszünetet követően Karintiai Arnulf kísérelte meg Itália elfoglalását. Berengár, hogy a háborút megelőzze, előbb nemeseit küldte követségbe, majd november és karácsony között Trento közelében találkozott Arnulffal. Arnulf engedélyezte, hogy hűbéreseként Berengár megtartsa Itáliát, mde Navus és Sagus curteseket elvette tőle. Arnulf ezt követően hazaküldte seregét Németországba, de ő maga Friuliban, Karnburg várában ünnepelte a karácsonyt.
889-ben a Guidóval kötött fegyverszünet lejárt, azt kihasználva Guido megtámadta és a Trebbia mellett vívott csatában legyőzte Berengárt, magát pedig Itália királyának kiáltotta ki. A vereség ellenére Berengár fenntartotta uralmát Friuli felett. A győzelem után V. István pápa, korábban Guido támogatója, most Arnulfhoz fordult segítségért, utóbbi eddig is Berengárt támogatta az itáliai trónért folytatott küzdelemben.
893-ban Arnulf törvénytelen fiát, Zwentiboldot küldte Itáliába, aki egyesült Berengár seregével és Pavia mellett bekerítették Guidót, de nem semmisítették meg seregét (a feltételezések szerint Guido lefizette őket). Ennek ellenére 894-ben Arnulf és Berengár Bergamo mellett legyőzte Guidót és birtokba vették Paviát és Milánót. 896-ban Arnulf ismét sereget vezetett Itáliába, Berengár előbb csatlakozott a sereghez, de amikor a Toszkán Őrgrófság területére értek, visszatért Lombardiába. A híresztelések alapján Berengár szembeszállt Arnulffal és szövetkezett II. Adalbert toszkán őrgróffal. Mindenesetre Arnulf elmozdította helyéről Berengárt és helyre Waltfredet tette, Berengár egyik tanácsadóját, aki viszont hamarosan meghalt
Arnulf, miután 896. február 22-én Rómában Formózusz pápa császárrá koronázta, elhagyta Itáliát, a királyságot fiára, Ratoldra gondjaira bízta. Ratold hamarosan Németországba utazott és Itáliát Berengárra bízta, aki szövetséget kötött Lamberttel, Guido fiával és örökösével. A Gesta Berengarii Imperatoris alapján a két király Paviában találkozott 896. október és november között és megegyeztek a királyság felosztásában: Berengár kapta az Adda és a Pó folyók közé eső keleti területeket, Lambert a nyugati részeket és Bergamót közösen uralták. A szövetség megpecsételésére Lambert ígéretet tett, hogy feleségül veszi Berengár lányát, Gizellát.
A békesség azonban nem tartott sokáig, Berengár hamarosan Pavia elfoglalására tett kísérletet, de Lambert vereséget mért rá Borgo San Donnino közelében, sőt foglyul ejtette Berengárt. Pár nappal később, 898. október 15-én azonban Lambert meghalt, Berengár kiszabadult, elfoglalta Paviát és Itália egyeduralkodója lett.
Ebben az időszakban vezették első hadjárataikat Nyugat-Európa ellen a kalandozó magyarok. 889-ben Itália ellen vezettek hadjáratot, a feltételezések szerint vagy Arnulf kérésére (Berengár ellen) vagy pedig Berengár kérésére (Lambert ellen). Mindenesetre Berengár nagy sereget, kb. 15 000 főt gyűjtött össze, hogy a magyarokat megállítsa, de a 899. szeptember 24-én vívott Brenta menti csata során súlyos vereséget szenvedett.
A vereség súlyosan megtépázta Berengár tekintélyét és az itáliai nemesség megkérdőjelezte képességét, hogy Itáliát megvédje a külső támadásoktól. Emiatt egy új trónkövetelőt támogattak az olasz trónra, a már említett III. Vak Lajos provance-i királyt, aki szintén a Karolingok rokona volt és Kövér Károly császár fogadott fia. 900-ban Lajos serege élén bevonult Itáliába és vereséget mért Berengárra, a következő évben IV. Benedek pápa császárrá koronázta. 902-ben azonban Berengár megtámadta és legyőzte Lajost és arra kötelezte, hogy soha ne térjen vissza Itáliába. Amikor Lajos megszegte ígéretét és 905-ben ismét Itália ellen támadt, Berengár Verona mellett vereséget mért rá, foglyul ejtette és július 21-én megvakíttatta. Lajos ekkor visszatért Provance-ba és további 20 évig uralkodott, Berengár pedig Itália királya maradt egészen 922-ig. Királyi székhelyét Veronában rendezte és a várost jelentősen megerősítette.
Azokban az években, amikor Berengár Lajossal küzdött Itália uralmáért, felesége Bertilla, aki Lajos nagyanyjának unokahúga volt, nagy szerepet játszott Beregnár uralmának legitimálásában, de később háttérbe szorult és 905 után már nem szerepel az oklevelekben.
904-ben a magyarok hosszú, de eredménytelen ostrom alá vették Bergamót. Az ostrom után Berengár engedélyezte a város püspökének, hogy a polgárok és a magyarok elől menekülők segítségével városfalakat építsen, ehhez pedig a város fölötti világi hatalmat is átadta a püspöknek.

## Császár, 915–924
915 januárjában X. János pápa szövetséget szeretett volna létrehozni Berengár és az itáliai grófok, nemesura között, hogy sikerrel tudjanak szembeszállni a Dél-Itáliát fenyegető szaracénokkal. Berengár személyesen nem vett részt a hadjáratban, de csapatokkal támogatta a pápa által szervezett keresztény liga hadseregét. X: Pál személyesen vezette győzelemre a sereget 915 júniusában Garigliano közelében. A támogatásért cserébe 915 decemberében X. János római császárrá koronázta Berengárt, aki azonban sietve visszatért Friuliba, amit ismét a magyarok fenyegettek.
Mint római császár, Berengár feljogosítva érezte magát, hogy Itálián kívüli ügyekbe avatkozzon, egy alkalommal még a Liège-i Püspökség irányításába is beleszólt. István püspök halála után (920) I. Herman kölni érsek saját jelöltjét, egy bizonyos Hilduint szeretett volna a püspöki székbe kinevezni, őt azonban a helyi szerzetesek és III. Károly francia király ellenezte, utóbbi meggyőzte X. János, hogy Hilduint kiközösítse és egy helyi szerzetest, Richert nevezzen ki.
Ebben az időben Berengár hűtlenséggel vádolta feleségét, Bertillát és megmérgezte. 915 decemberében feleségül vette Annát, aki a feltételezések szerint Vak Lajos provence-i király és felesége, Anna lánya volt. Amennyiben ez igaz, akkor feltehetően Lajos próbálta gyermekeit minél kedvezőbb pozícióba juttatni, míg magát Berengár egyre jobban kiszorította a hatalomból. Berengár pedig feltehetően úgy próbálta saját hatalmát megerősíteni, hogy a I. Lothár egyik utódát vette feleségül, aki eredetileg Itália királya volt Nagy Károly birodalmának felosztása után.
915-re Berengár legidősebb lánya, Berta, a bresciai San Salvatore zárda apácája volt. Kisebbik lánya, Gizella, aki korábban Guidónak ígértek, időközben I. Adalbert ivreai őrgróf felesége lett, de nem nyerte meg Adalbert támogatását. 913. körül Gizella meghalt, Adalbert újra házasodott és Berengár ellen támadt. 917 és 920 között meggyőzte Arles-i Hugót, hogy foglalja el Lombardiát, amit Hugó bátyja, Boso toszkán őrgróf segítségével meg is tett. Kettejük serege egészen Paviáig jutott, ahol Berengár körbezárta és kiéheztette őket, ennek ellenére szabad elvonulást engedélyezett nekik Itáliából.
Mivel Berengár a korábbi gyakorlattal ellentétben nem törekedett az itáliai nemességgel családi szövetségeket létrehozni és támogatásukat ajándékokkal és juttatásokkal megnyerni, hanem a kalandozó magyarokat fogadta fel zsoldjába, Adalbert és más nemesek II. Rudolf burgund királyt hívta meg 921-ben Itália trónjára. Saját unokája, II. Berengár is csatlakozott a felkeléshez. Berengár Veronába vonult vissza és onnan kellett végignéznie, ahogy az általa felbérelt magyar csapatok feldúlták Észak-Itáliát. János paviai püspök 922-ben feladta a várost Rudolfnak, amelyet aztán 924-ben a magyarok elfoglaltak és feldúltak. 923. július 29-én aztán Rudolf, Adalbert és II. Berengár csapatai Piacenza közelében döntő vereséget mértek Berengárra, akit gyakorlatilag megfosztottak császári és királyi címétől. Nem sokkal ezután Berengárt saját bizalmasa meggyilkolta Veronában, feltehetően Rudolf felbujtására. Berengárnak nem voltak fiú utódai, csak a fent említett lánygyermekek (akik közül csak az apáca Berta volt életben). Feltehetően ő volt a szerzője a Gesta Berengarii Imperatoris című eposznak is, amely uralkodásának eseményeit meséli el.